# Margarinotus taiwanus
Margarinotus taiwanus är en skalbaggsart som beskrevs av Sławomir Mazur 2008. Margarinotus taiwanus ingår i släktet Margarinotus och familjen stumpbaggar. Inga underarter finns listade i Catalogue of Life.